# Deianira cyathifolia
Deianira cyathifolia là một loài thực vật có hoa trong họ Long đởm. Loài này được Barb.Rodr. mô tả khoa học đầu tiên năm 1898.